# マドリード自治大学
マドリード自治大学（マドリードじちだいがく、スペイン語: Universidad Autónoma de Madrid, 略称 : UAM）は、スペイン・マドリード州にある公立大学。

## 歴史
1930年代末から1975年まで続いたフランコ政権末期、スペインの首都マドリードがあるマドリード県にある公立大学はマドリード中央大学（現・マドリード・コンプルテンセ大学）の1校のみ、スペイン第2の都市バルセロナがあるバルセロナ県にある公立大学はバルセロナ大学の1校のみだった。大学の大衆化や構造改革の必要性から、1968年6月6日に布告された法律でマドリードとバルセロナに第2の公立大学を、バスク地方のビルバオに初の公立大学を設置することが決定された。こうして1968年にはマドリード自治大学とバルセロナ自治大学が、1980年にはバスク大学が設立された。マドリード州の公立大学はその後も増え続け、今日ではコンプルテンセ大学（1499年創立）、マドリード自治大学（1968年）、マドリード工科大学（1971年）、アルカラ大学（1977年）、カルロス3世大学（1989年）、フアン・カルロス王大学（1996年）の6校となっている。
1971年以降、メインキャンパスはマドリード北部郊外のカントブランコに所在する。カントブランコはマドリード市に含まれるが、マドリード中心部よりもアルコベンダスやトレス・カントスなどの町に近い。1996年には法学部教授のフランシスコ・トマス・イ・バリエンテがバスク祖国と自由(ETA)の活動家に殺害される事件が起こった。バリエンテの名はキャンパス内の通りに冠されている。
2014-15年版のQS世界大学ランキングではバルセロナ大学とバルセロナ自治大学に次ぐスペイン第3位、2014年のエル・ムンド紙大学ランキング(Las 50 Carreras)ではマドリード・コンプルテンセ大学とバルセロナ自治大学に次ぐ3位、2014年の世界大学学術ランキングでは国内2-4位（世界201-300位）、2014-15年のタイムズ世界大学ランキングでは国内4-5位（世界301-350位）だった。世界大学学術ランキングでは、数学分野で世界51-75位（ヨーロッパ上位12位以内）と高評価された。スペインの大学でもっとも権威のある法学部を有する。2011年のトムソン・ロイター被引用論文数ランキングによると、スペインでもっとも所属研究者による被引用論文数の多い大学だった。

## 施設

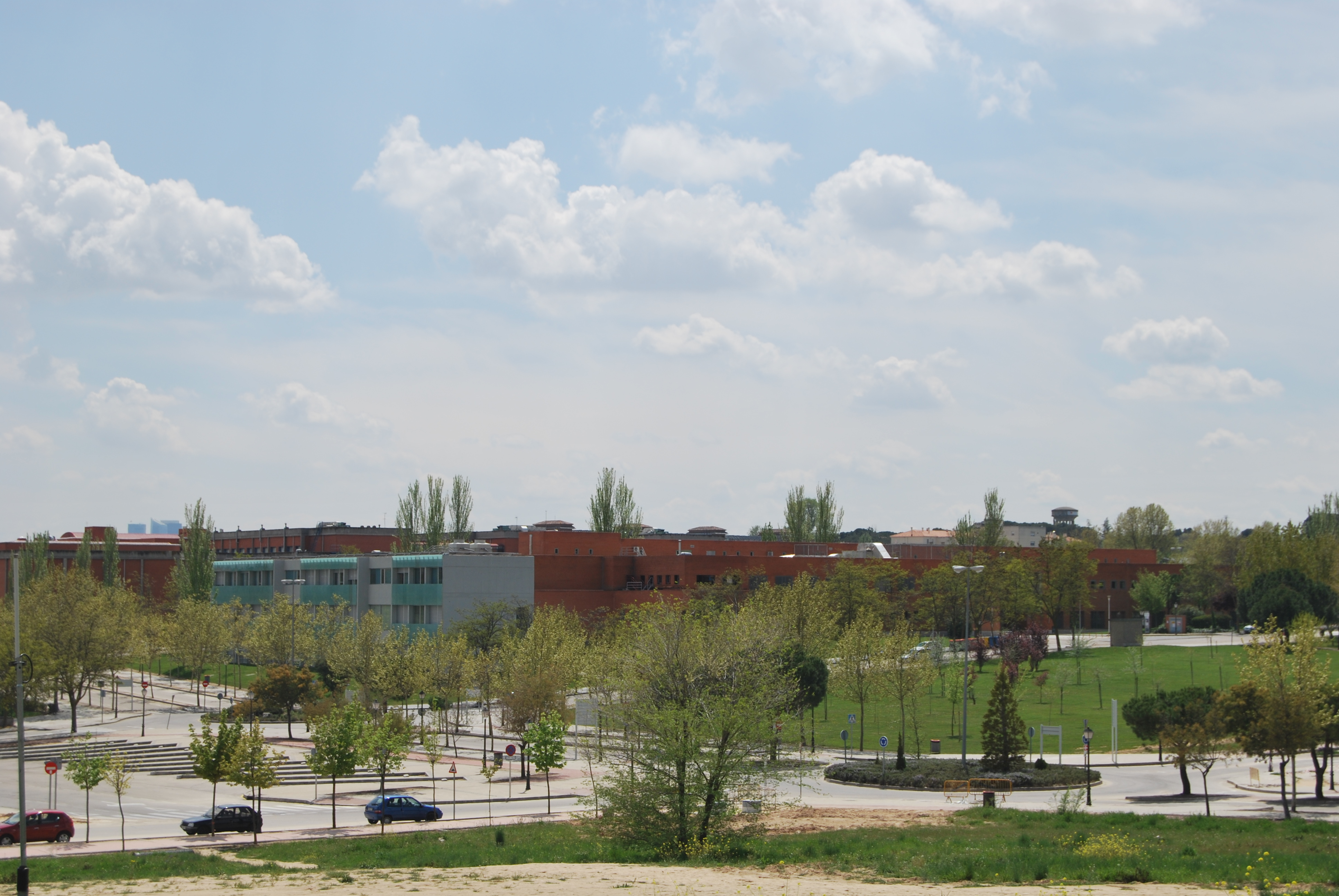
カントブランコ・キャンパスの遠景

### カントブランコ・キャンパス
カントブランコ・キャンパスはマドリード自治大学のメインキャンパスであり、マドリード中心部より15km北に2.2km2の敷地を構える。うち0.7 km2に建物が建設されており、1/3は緑地である。このキャンパスは大学都市として設計され、キャンパス全体がひとつの町として完結している。また、フランコ独裁政権に対して学生活動を維持するためにマドリード市街地から離れた場所に建設された。
当初のカントブランコ・キャンパスには哲学部、人文科学部、法学部、経済学部、経営学部、理学部が存在し、学長室やいくつかの施設、スポーツ施設などがあった。医学部やサンタ・マリーア教員養成学校はマドリードのダウンタウンにあり、カスティーリャ＝ラ・マンチャ州のセゴビアとクエンカにも教員養成学校を有した。やがて、サンタ・マリーア教員養成学校もカントブランコ・キャンパスに移転し、教育・教員養成学部となった。また、心理学部、理学部の生物学棟、法律の新学部、政治学別棟、工科学校、人文科学・理学図書館、エラスムス寮が建設された。
当初からある学部は中庭でつながれた建物内に収容されている。建物の特徴として、警察の手入れの際に学生を守ることができるように、廊下にある階段の数が多いことが挙げられる。障害を持つ学生の受け入れに問題があるとして、新しい施設は自由に移動しやすい現代的なスタイルで建設されている。スポーツ施設としては、2つのスイミングプール（屋内/屋外）、2つの多目的棟、屋外テニスコート、サッカーコート、バスケットボールコート、パドルテニスコート、ラグビー場、フットサルコート、ビーチバレーボールコートがある。キャンパス内のその他の施設としては、16のカフェ・食事施設、医療施設、眼科を内包した薬局、外国語棟、書店などがある。スペイン科学研究評議会(CSIC)と提携しており、キャンパスにはいくつかの研究施設が併設されている。
カントブランコ・キャンパスにはレンフェ（スペイン国鉄）のセルカニアス マドリードでアクセスすることができる。最寄駅はカントブランコ＝ウニベルシダ駅である。また、マドリード地域通勤通学バスでもアクセスすることができる。キャンパスはマドリード交通コンソーシアムにおいてB1エリアに位置する。

### その他の施設
1969年に設立された医学部はマドリード市北部のラ・パス教育病院近くに位置している。さらにはプエルタ・デ・イエーロ・マフダオンダ病院、ラ・プリンセサ病院、ニーニョ・ヘスース病院、ヒメネス・ディアス財団病院も教育病院としての役割を持っている。マドリード市北部のカスティーリャ広場に位置するフアン・ルイス・ビベス居住ホールは、マドリード自治大学初の居住施設である。130人が居住でき、大学に関連するいくつかの文化的活動を実施している。
1989年には、マドリード市北部のミラフローレス・デ・ラ・シエラにあるラ・クリスタレーラを居住施設として取得した。会議や集会に使用され、また夏期講座の際には主要施設となる。

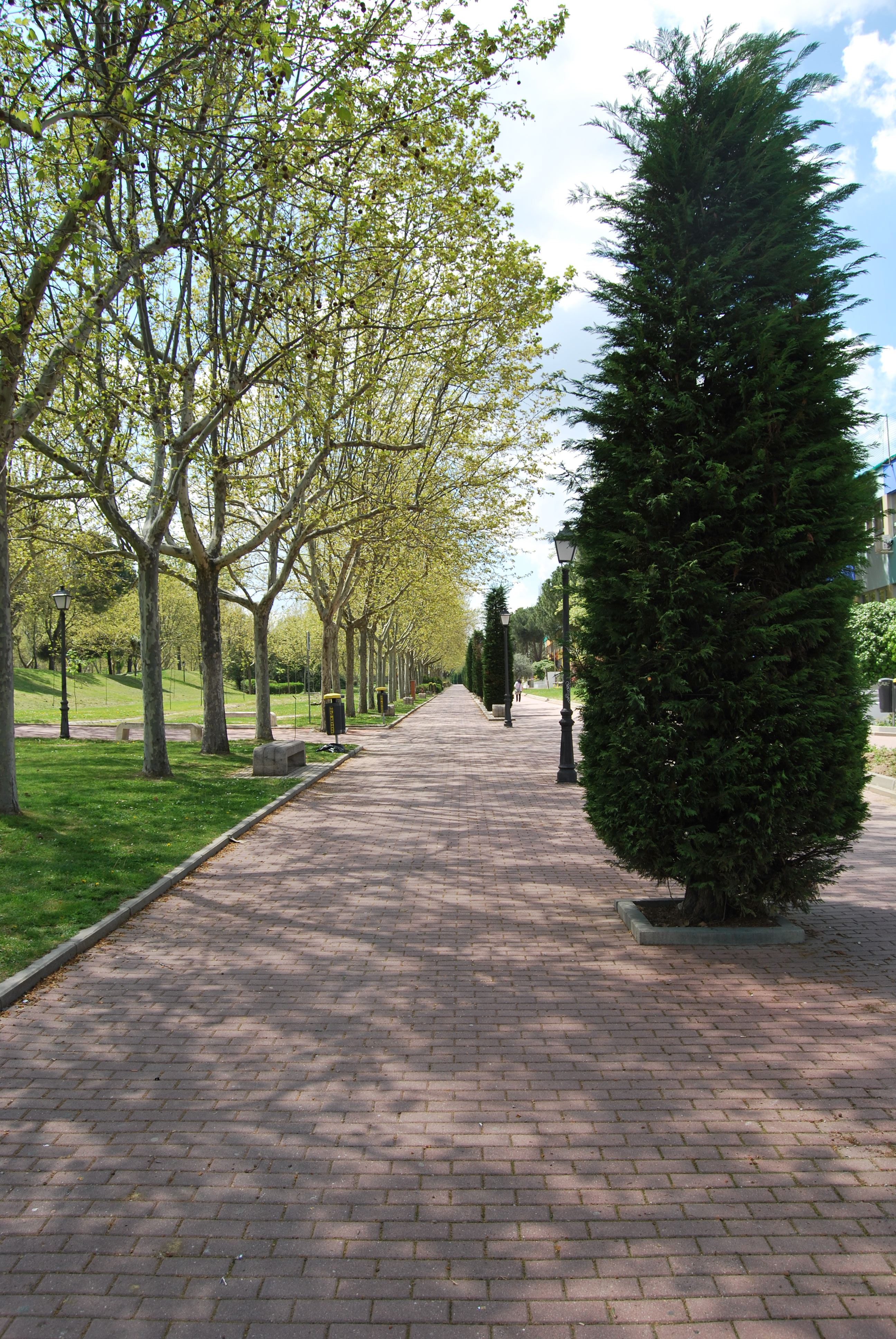
カントブランコ・キャンパスの風景
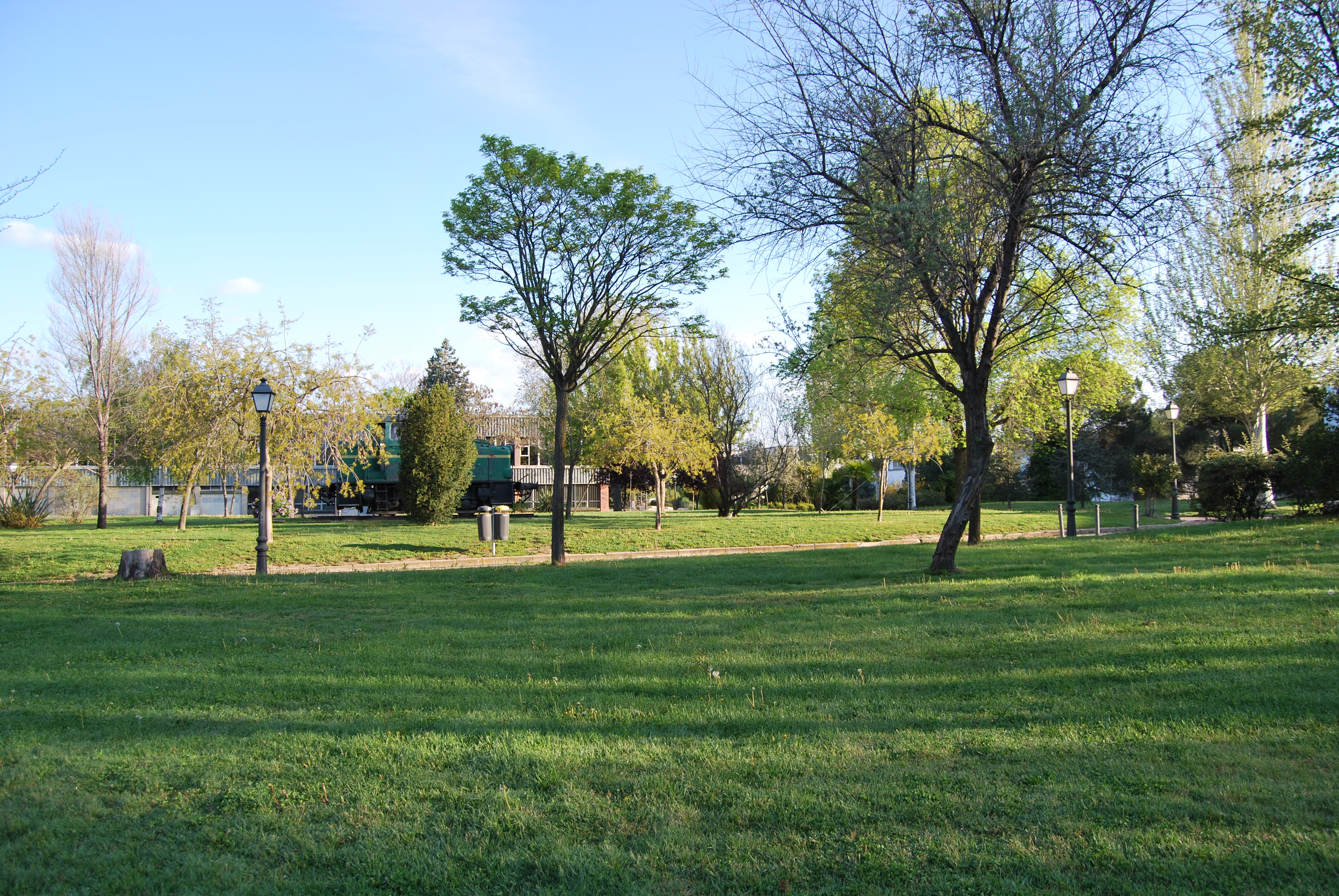
カントブランコ・キャンパスの風景
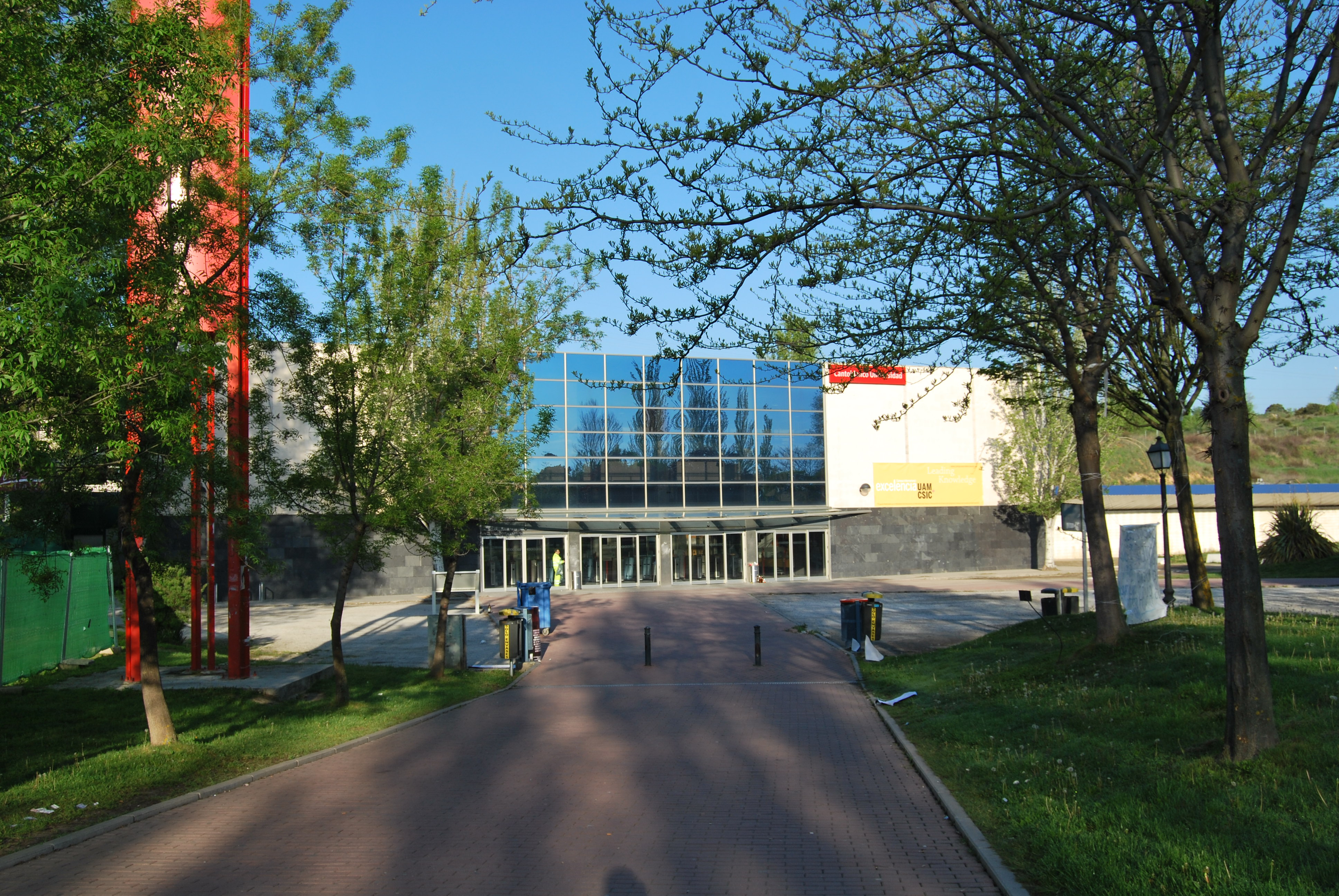
カントブランコ駅

## 研究
2006-07年時点で、マドリード自治大学は94の博士課程(PhD)プログラム、72の（非公式）修士課程プログラム、ボローニャ・プロセスに沿った16の（公式）修士課程プログラムを提供している。マドリード自治大学は8学部に分かれている。各学部はいくつかの学科に分かれ、大学内には59学科が存在する。
- 哲学・人文科学部

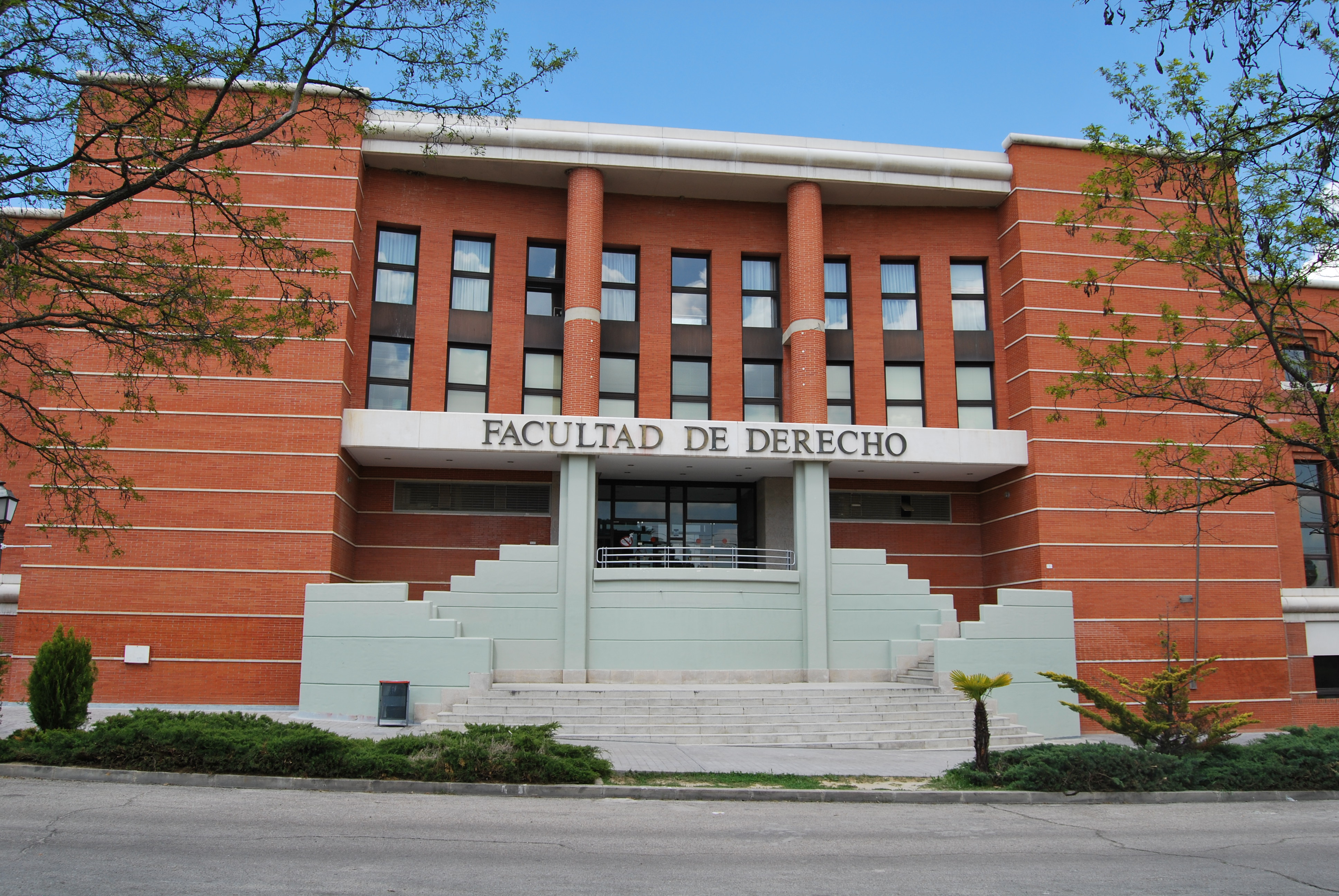
法学部
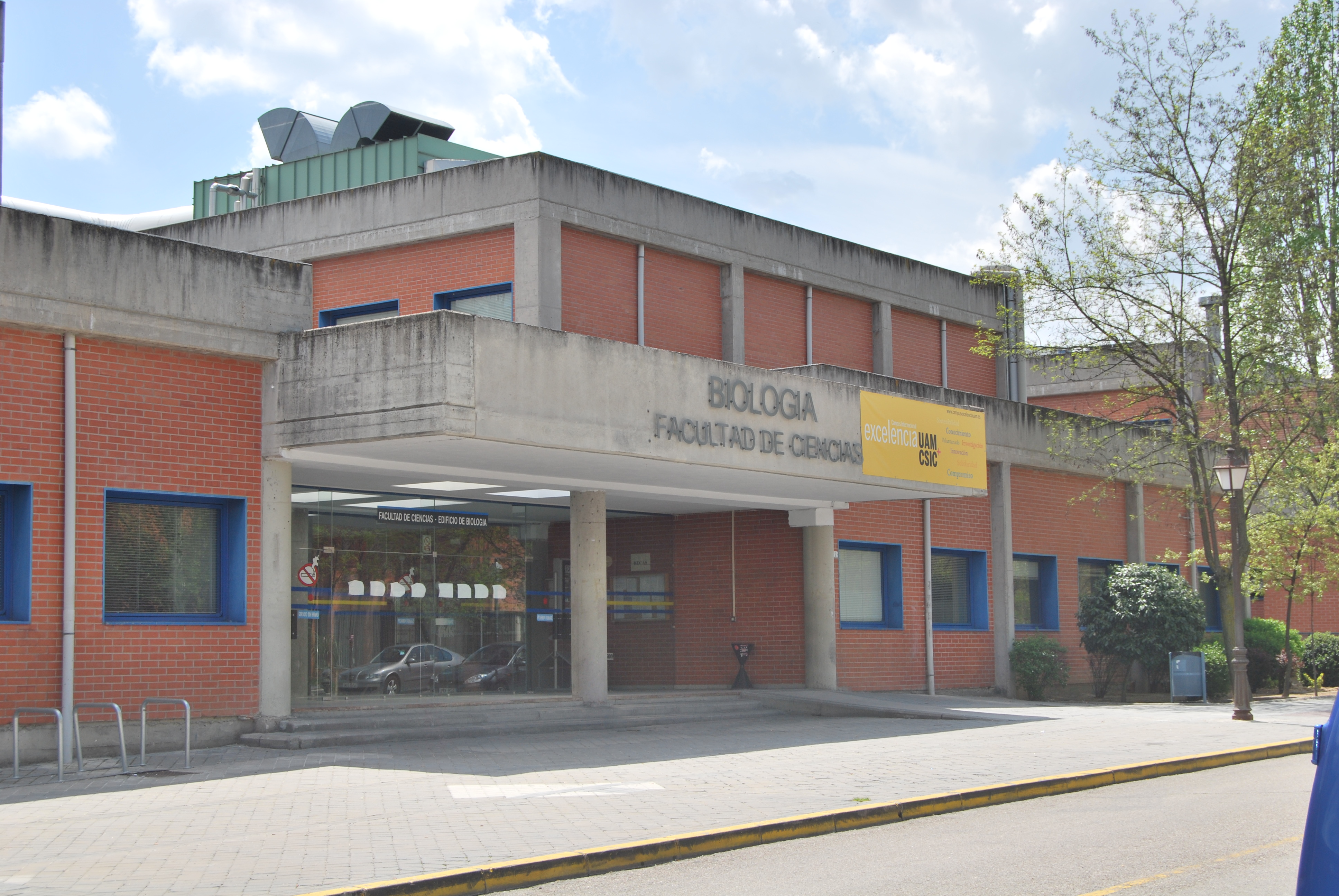
経済学・経営学部
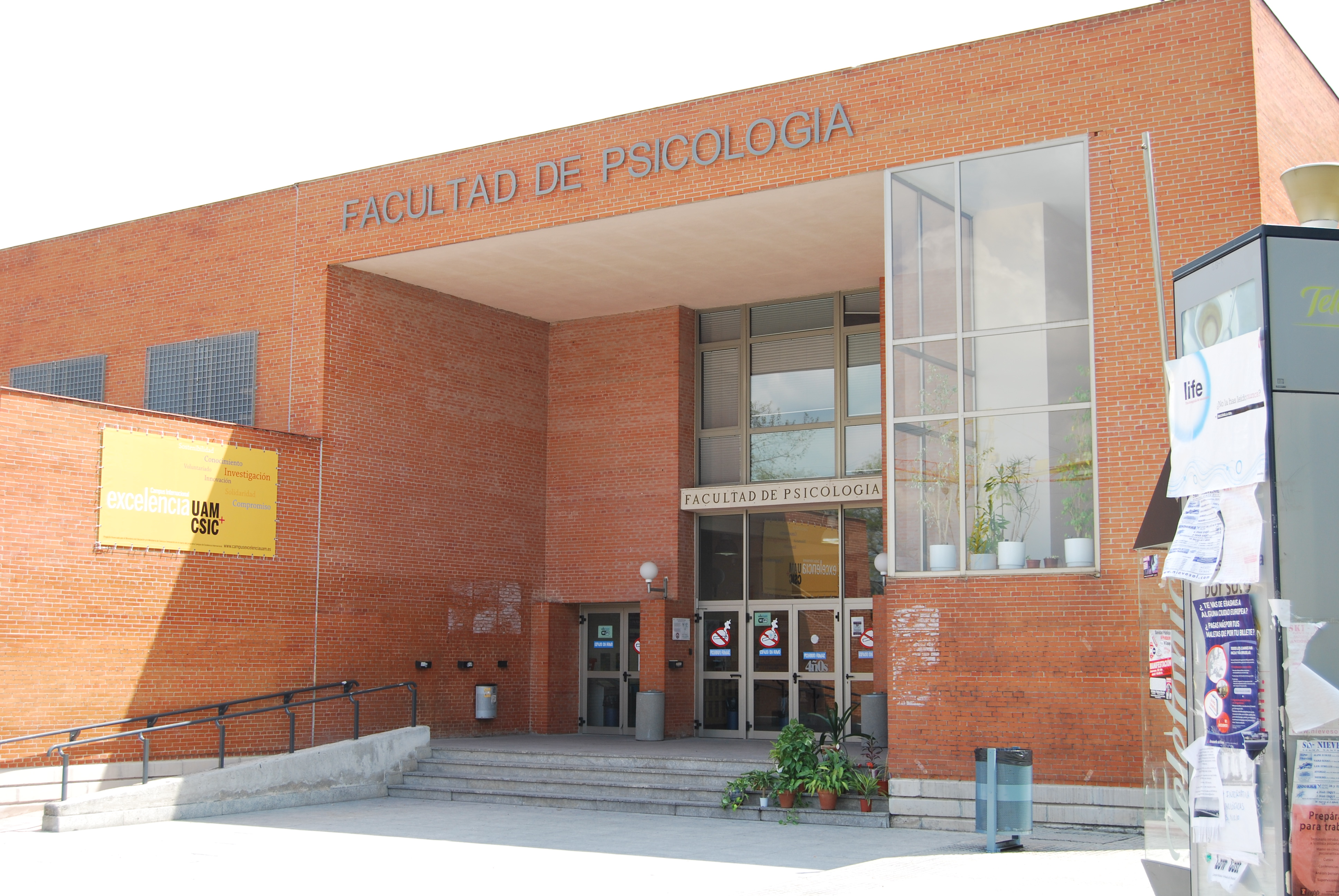
理学部
- 医学部
- 心理学部
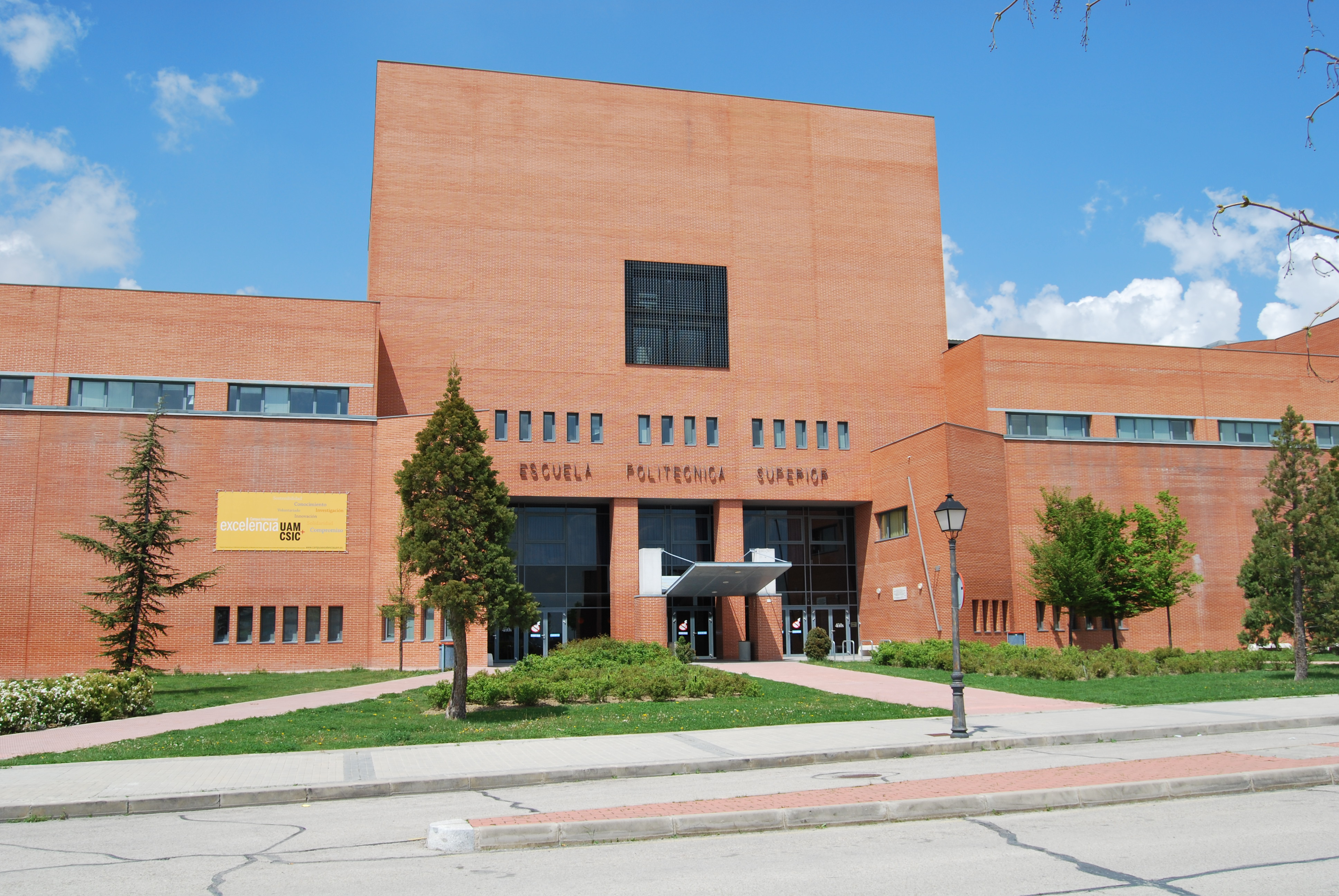
工学部
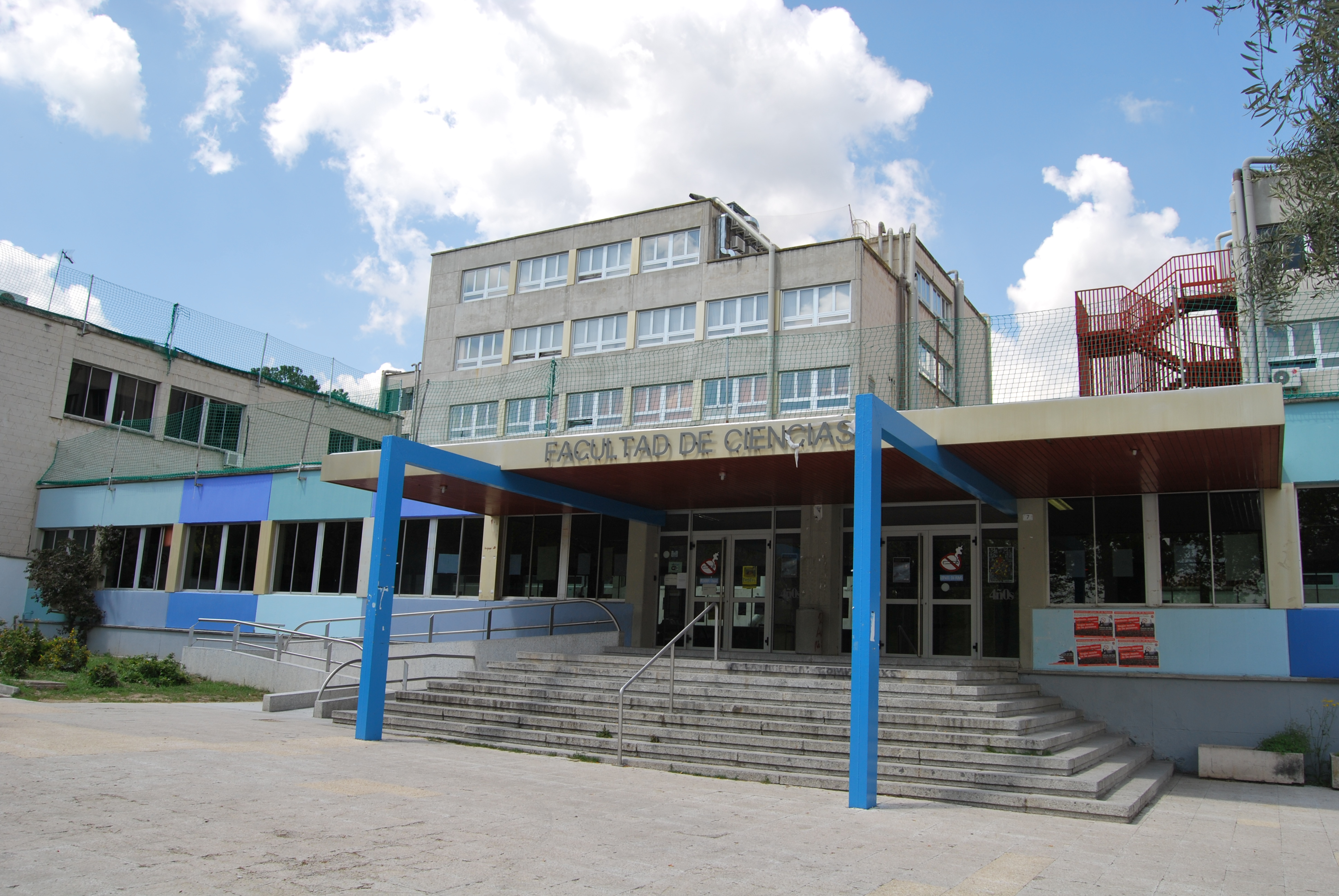
理学部
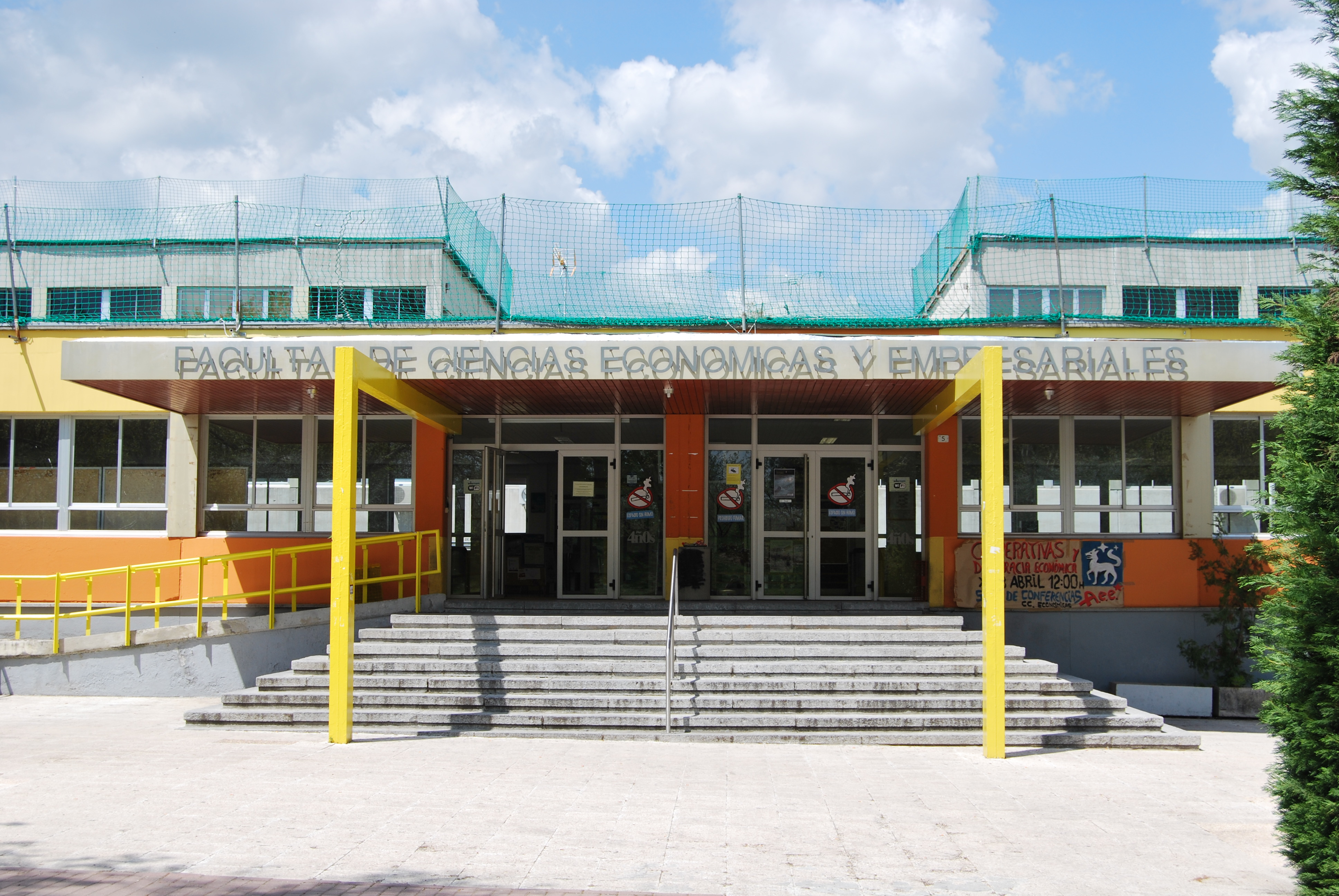
教員養成・教育学部
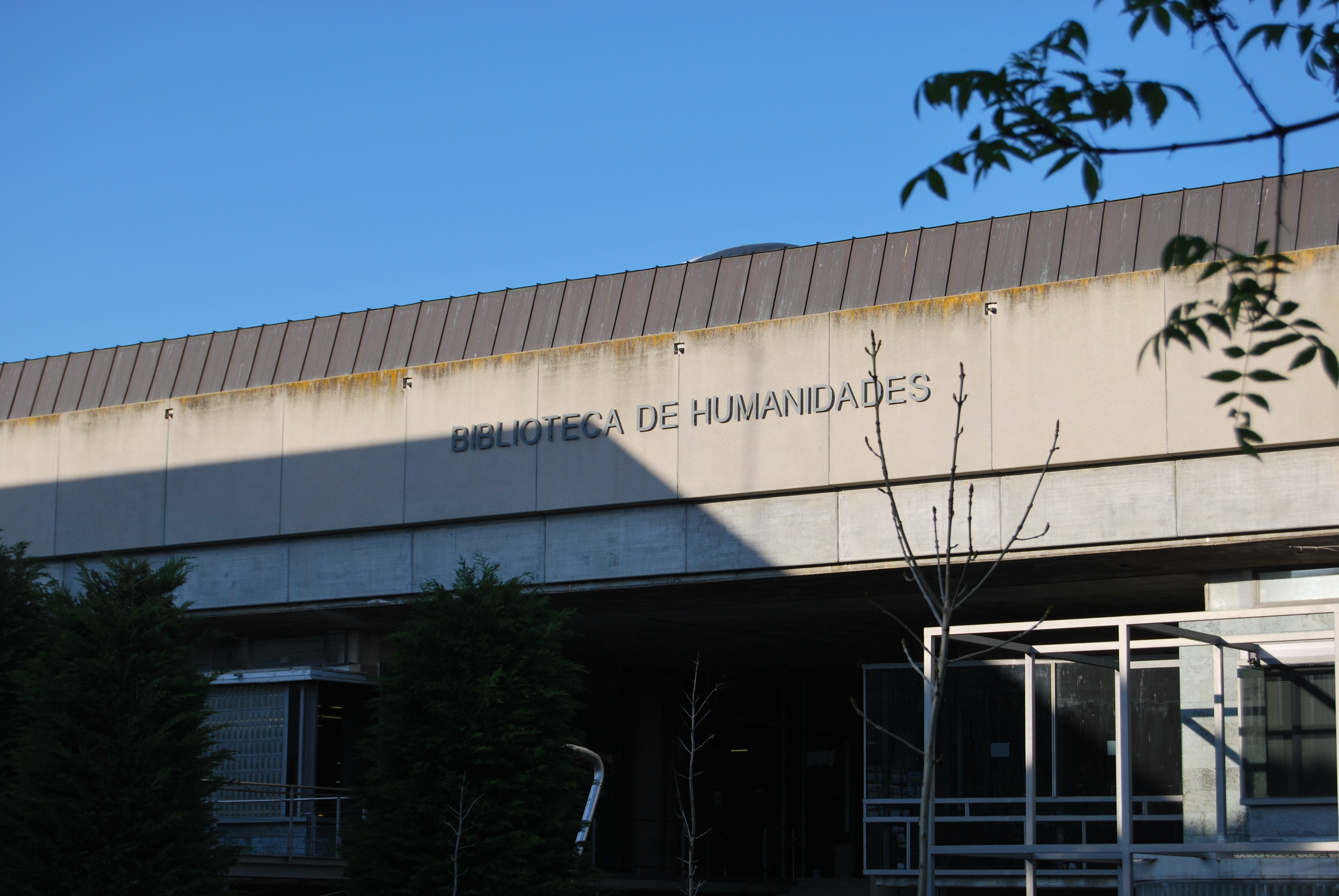
人文科学図書館

提携校には以下の学校がある。
- 赤十字看護学校
- プエルタ・デ・イエーロ看護学校
- ヒメネス・ディアス財団看護学校
- オンセ理学療法学校
- ラ・サリェ看護学高等教育研究所
- ヘモロヒア学校

- 法学部
- 生物学部
- 心理学部
- 工学部
- 理学部
- 経済学部
- 人文科学図書館

## 関連人物

### 卒業生
- フェリペ6世 : スペイン国王（2014年-）。法学部学士号。
- ディエゴ・ロペス・ガリード（英語版） :　政治家。スペイン社会労働党(PSOE)所属。第8代スペイン上院スポークスマン。1981年に法学博士号(PhD)取得。
- ガスパール・リャマサレス（英語版） : 政治家。統一左翼党首（2000年-2008年）。医学部学士号取得。
- ベアトリス・コレドール（英語版） : 政治家。スペイン社会労働党(PSOE)所属。サパテロ政権で住宅担当大臣（2008年-2010年）。1981年に法学学士号取得。
- クリスティーナ・ガルメンディア : 生物学者・女性実業家。PSOEのサパテロ政権で革新・科学担当大臣（2008年-2011年）。1985年に生物学博士号(PhD)取得。
- アンヘル・ガビロンド : 大学教授。PSOEのサパテロ政権で教育・大学担当大臣（2009年-2011年）。1980年に哲学学士号取得。また本大学で博士号(PhD)も取得しており、2002年から2008年まで本大学学長を務めた。
- トリニダ・ヒメネス（英語版） : 政治家。スペイン社会労働党(PSOE)所属。サパテロ政権で外務・国際協力担当大臣（2010年-2011年）。法学学士号取得。
- クリストバル・モントーロ（英語版） : 政治家。国民党(PP)所属。ラホイ政権で財務大臣（2011年-2015年）。1973年に経済学学士号取得。また本大学で博士号(PhD)も取得しており、本大学の教員も務めた。
- ロサリンダ・ロペス・エルナンデス（英語版） : メキシコの政治家。メキシコ上院議員。経済学・財政学・会計監査学修士号取得。
- ボルハ・プラード（英語版） : エンデサ社長。法学学士号取得。
- ロレーナ・ベルドゥン（英語版） : テレビ司会者・女優。心理学学士号取得。
- ペペ・ビジュエラ（英語版） : 俳優・コメディアン。哲学学士号取得。
- カルロス・バルデム（英語版） : 俳優・著作家。歴史学学士号取得。

## 教員・研究者
- セベロ・オチョア[2] : 生化学者。ノーベル生理学・医学賞受賞（1959年度）。
- マルガリータ・サラス : 分子生物学者。レアル・アカデミア・エスパニョーラ会員。
- フランシスコ・トマス・イ・バリエンテ（英語版） : スペイン憲法裁判所法務部長（1986年-1992年）。バスク祖国と自由(ETA)の活動家に殺害された。法学部教授。
- ペドロ・クルス・ビリャロン（英語版） : スペイン憲法裁判所法務部長（1998年-2001年）
- エンリケ・ティエルノ・ガルバン（英語版） : 政治家。スペイン社会労働党(PSOE)所属。マドリード市長（1986年-1989年）
- アントニオ・レミーロ・ブロトンス（英語版） : 国際法曹・法学者。
- アウレリオ・メネンデス（英語版） : 政治家。民主中道連合(UCD)所属。スアレス内閣で教育・科学担当大臣（1976年-1977年）。
- ハビエル・ソラナ : 政治家・物理学者。スペイン社会労働党(PSOE)所属。ゴンサレス政権で外務・国際協力担当大臣。欧州連合外務・安全保障政策上級代表（1999年-2000年）。
- ニコラス・カブレラ（英語版） : 物理学者。
- フェデリコ・マジョール・サラゴサ（英語版） : ユネスコ事務総長（1987年-1999年）。
- ホセ・イグナシオ・ウェルト（英語版） : 政治家。国民党(PP)所属。ラホイ政権で教育・文化・スポーツ担当大臣（2011年-2015年）。

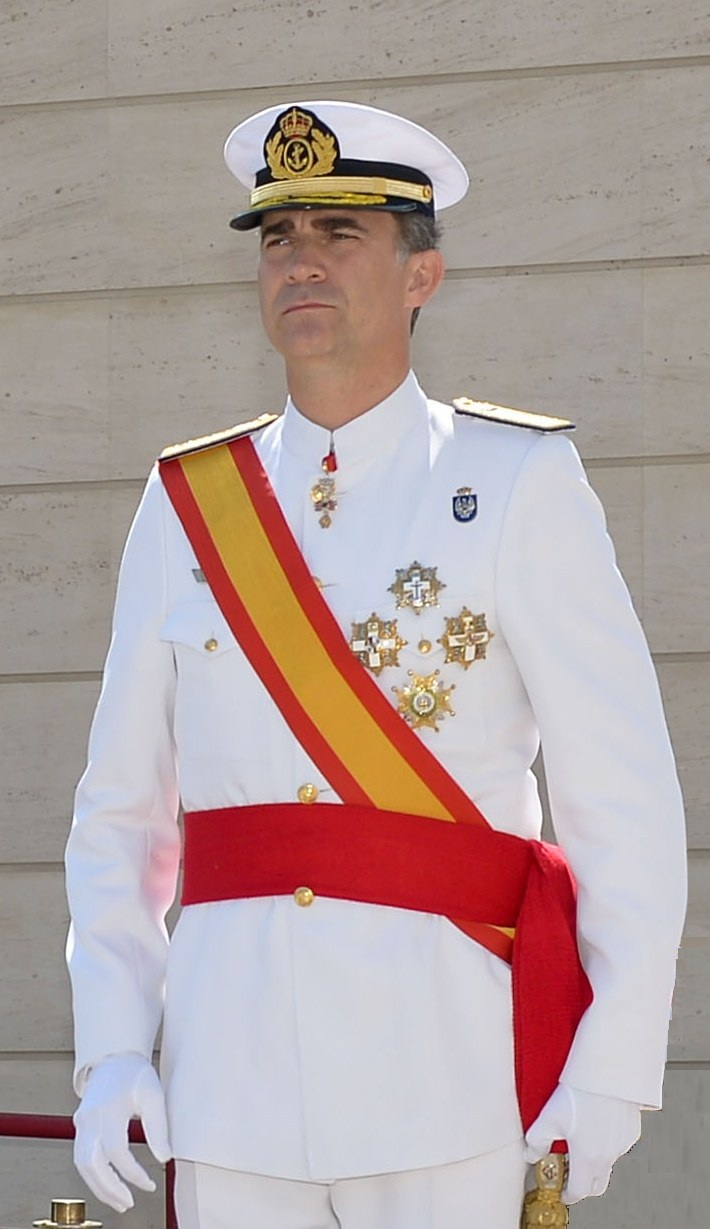
スペイン国王のフェリペ6世
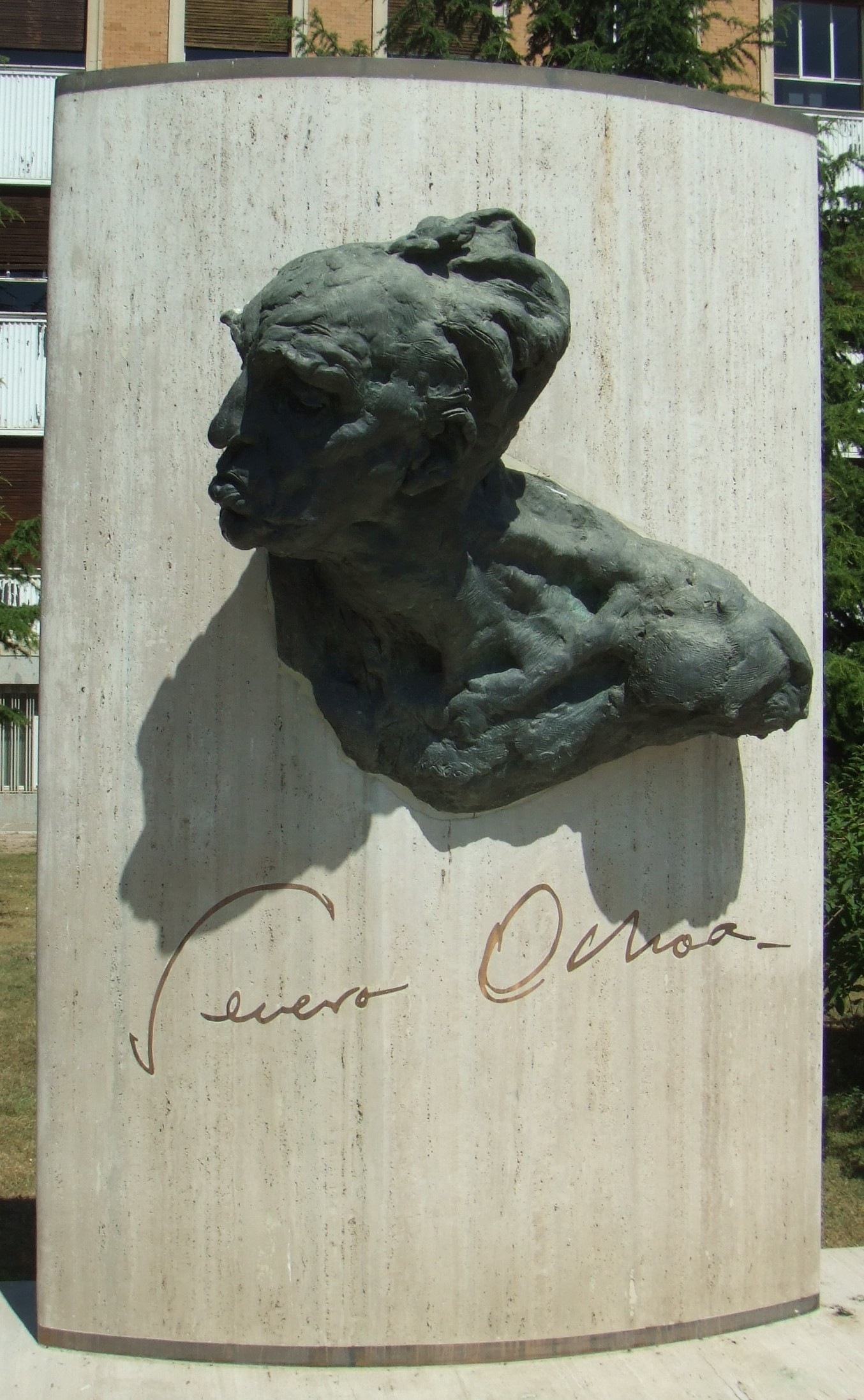
生化学者のセベロ・オチョア
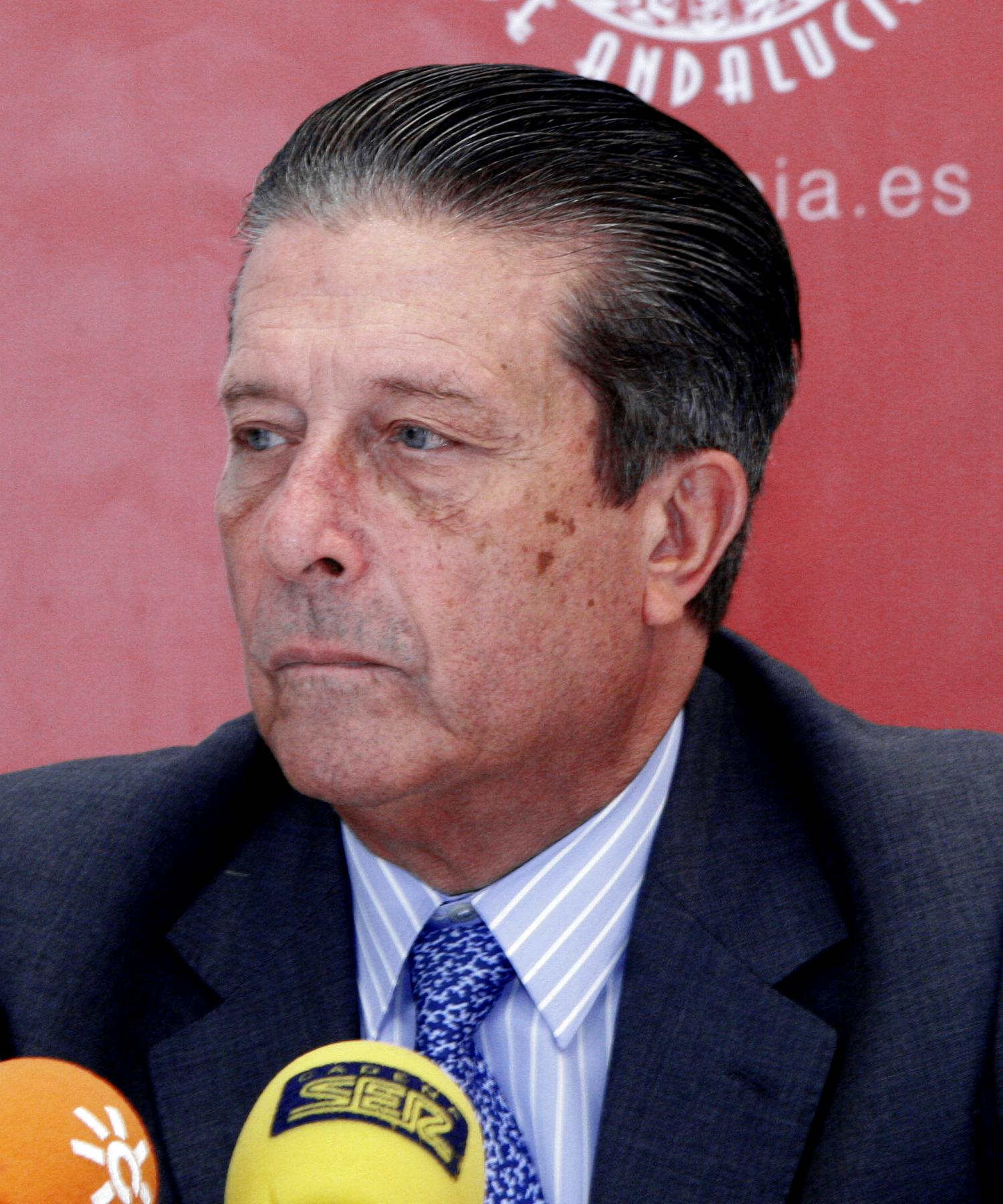
ユネスコ事務総長のフェデリコ・マジョール・サラゴサ（英語版）